# Jan Wielopolski (1630–1688)
Jan Wielopolski z Pieskowej Skały i z Żywca herbu Starykoń (ur. w 1630 roku – zm. 15 lutego 1688  roku) – kanclerz wielki koronny w latach 1679–1688, podkanclerzy koronny w latach 1677–1679, stolnik koronny w latach 1662–1676, starosta biecki w latach 1655–1667, starosta tymbarski w 1662 roku, starosta bocheński, starosta stryjski w 1657 roku, starosta nowotarski w latach 1666–1688, starosta lipnicki w 1667 roku, starosta krakowski w latach 1667–1688, marszałek sejmu nadzwyczajnego w Warszawie w 1662 roku, poseł na Sejm, ambasador Rzeczypospolitej w Królestwie Francji w 1685 roku, starosta łucki.
Wziął udział w sejmach: zwyczajnym 1678/1679 roku, 1681, 1683 i 1685 roku.

## Życiorys

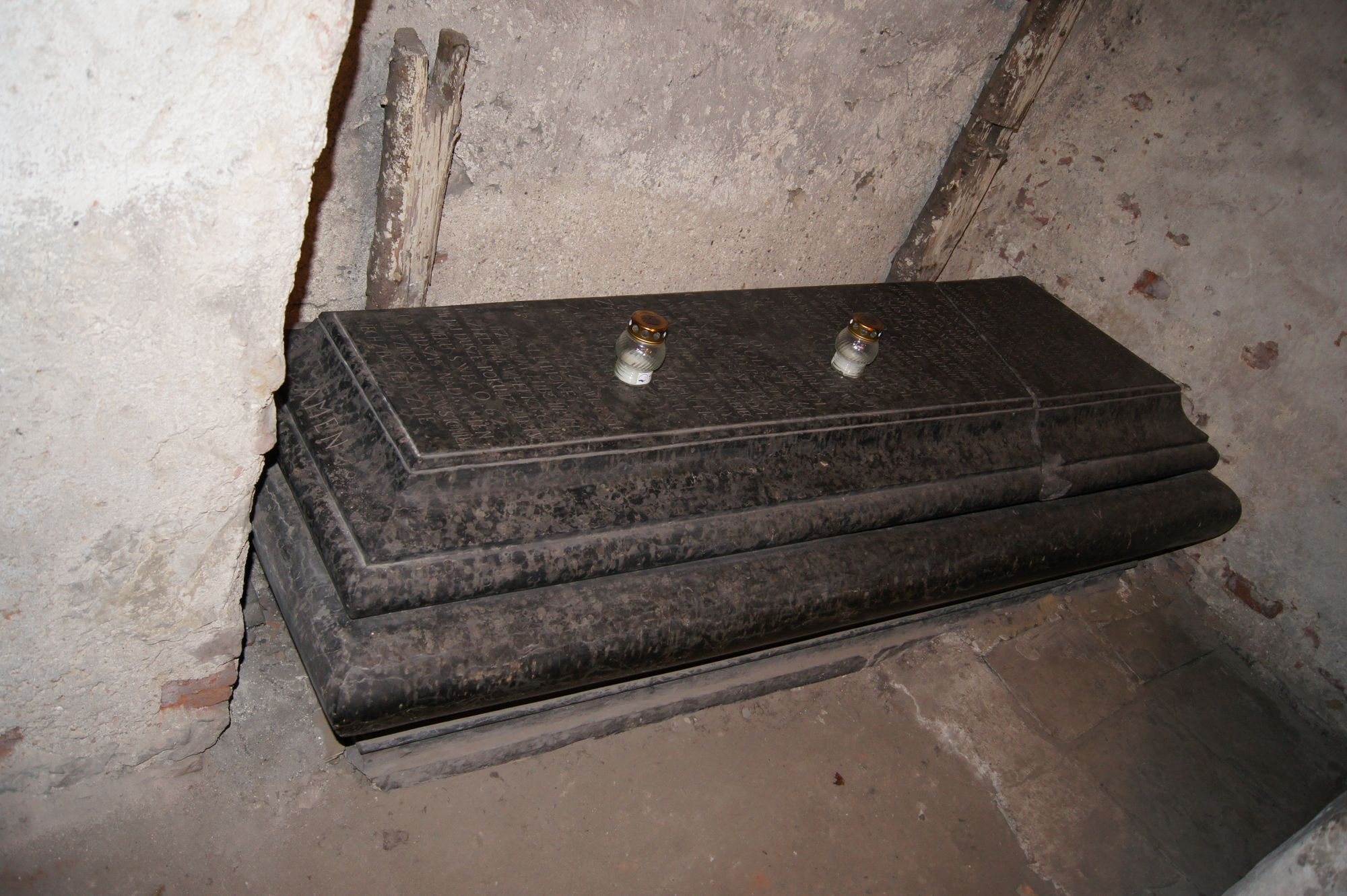
Sarkofag Jana Wielopolskiego w kościele reformatów w Krakowie

Był synem Jana Wielopolskiego, wojewody krakowskiego i Zofii Kochanowskiej.
Był trzykrotnie żonaty. Jego pierwszą żoną była Aniela Koniecpolska (córka Krzysztofa). Następnie w 1665 r. ożenił się z Konstancją Krystyną Komorowską. Miał z nią trzech synów: Ludwika Jana, Jana Kazimierza, Franciszka i córkę Konstancję Krystynę. Trzecia jego żona – Maria Anna de La Grange d'Arquien, z którą ożenił się w 1678 we Lwowie była siostrą królowej Marii Kazimiery Sobieskiej, urodziła mu dwoje dzieci: syna Jana Józefa i córkę Marię Teresę.
Jan Wielopolski był stolnikiem wielkim koronnym od 1664, następnie starostą generalnym krakowskim 1667. Poseł województwa krakowskiego na sejm 1661 roku i sejm 1662 roku. Poseł sejmiku proszowickiego województwa krakowskiego na sejm wiosenny 1666 roku. Na sejmie abdykacyjnym jako poseł województwa krakowskiego 16 września 1668 roku podpisał akt potwierdzający abdykację Jana II Kazimierza Wazy. Poseł na sejm konwokacyjny 1668 roku z województwa krakowskiego. Był członkiem konfederacji generalnej zawiązanej 5 listopada 1668 roku na tym sejmie. Był elektorem Michała Korybuta Wiśniowieckiego w 1669 roku z województwa krakowskiego, podpisał jego pacta conventa. Poseł na sejm nadzwyczajny 1670 roku z województwa krakowskiego. Został administratorem żup wielickich i bocheńskich w 1672 roku. Był członkiem konfederacji malkontentów w 1672 roku. Elektor Jana III Sobieskiego z województwa krakowskiego w 1674 roku. W roku 1677 został podkanclerzym koronnym, a następnie kanclerzem wielkim koronnym w 1678. Był także starostą: bieckim, bocheńskim, nowotarskim, dolińskim.
Wraz z królem polskim Janem III Sobieskim oraz marszałkiem wielkim koronnym Stanisławem Herakliuszem Lubomirskim należał do pierwszego na świecie towarzystwa geograficznego Akademii Argonautów .
Jan Wielopolski, właściciel Kobylanki, posłował do Rzymu w latach 1680 – 1681 i był przyjęty na audiencji przez papieża Innocentego XI, który darował mu obraz Jezusa Ukrzyżowanego – kopię watykańskiego obrazu poświęconego przez papieża Urbana VIII. Wielopolski przywiózł obraz do kraju i jako „najszacowniejszy prezent” umieścił w pałacowej kaplicy w swych dobrach w Kobylance. W 1678 kupił  dobra żywieckie wchodząc w posiadanie Żywca. Początkowo był podporą króla w starciach z magnaterią. W roku 1684 posłował w jego imieniu do Francji w celu odnowienia zerwanych stosunków dyplomatycznych, gdzie przyjął go Ludwik XIV. Po powrocie do Polski przeszedł do obozu antykrólewskiego kierowanego przez Stanisława Lubomirskiego.
Gdy zmarł w 1688 roku przeprowadzono, mimo oporu żony, rewizję w warszawskiej jurydyce Wielopolskich, zarządzoną w celu znalezienia kompromitujących go dokumentów. Zwłoki jego spoczęły w podziemiach kościoła św. Kazimierza (reformatów) w Krakowie.